# Safa SC Beirut
El Safa SC Beirut (àrab: نادي الصفاء الرياضي, Nādī aṣ-Ṣafāʾ ar-Riyāḍī, ‘Club Esportiu de la Puresa’) és un club de futbol libanès de la ciutat de Beirut, a Wata El-Museitbeh.

## Història
El club fou fundat el 1939 amb el nom Nadi al-Safa' al-riyadi Beirut. En foren fundadors Maher Wahab, Anis Naaim, Hasib Al-Jerdi, Amin Haidar, Shafik Nadir, Toufik Al-Zouhairy i Adib Haidar.
El 1948 obtingué la llicència del govern libanès i ingressà a l'Associació Libanesa de Futbol. L'any 1961 ascendí a la primera divisió.

## Palmarès
- Lliga libanesa de futbol:[6]
  - 2011–12, 2012–13, 2015–16
- Copa libanesa de futbol:[7]
  - 1964–65, 1986–87, 2012–13
- Copa Elite libanesa de futbol:[7]
  - 2009, 2012
- Supercopa libanesa de futbol:[7]
  - 2013
- Segona divisió de la lliga libanesa:
  - 1960–61 (Beirut)
- Copa Ciutat d'Alley:
  - 1972, 1974
- Torneig Al-Adha:
  - 1979, 1984
- Copa 16 de Març:
  - 1983, 1984